# Azri'el Günzig

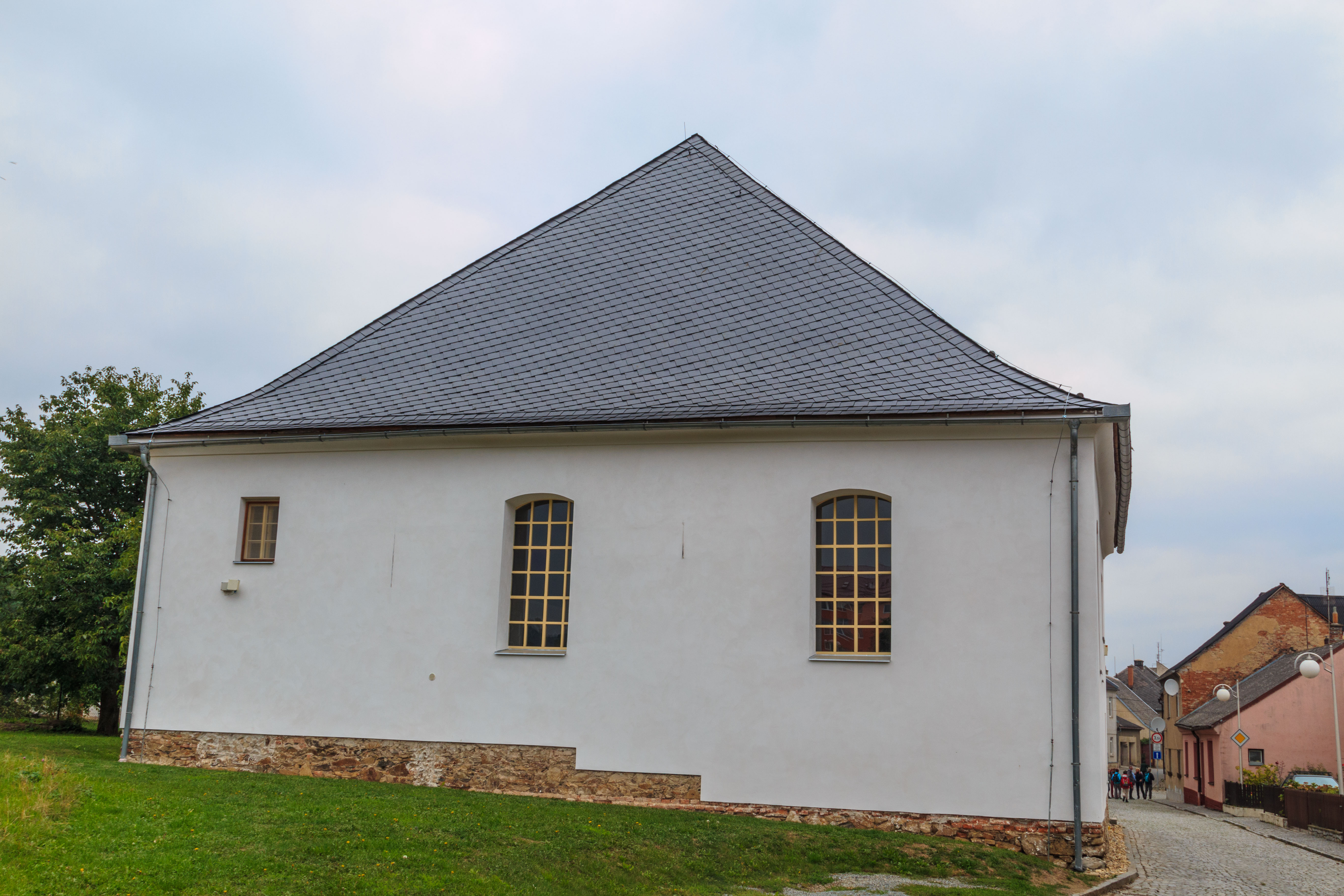
Zrekonstruovaná synagoga v Lošticích, 2015

Azri'el Günzig (známý také jako Azriel, Asriel, Ezriel, Israel, Izrael, nebo J. Günzig, hebrejsky עזריאל גינציג‎, 10. dubna 1868, Krakov) byl rabín, učenec, knihkupec, redaktor a spisovatel. V letech 1899–1920 působil jako rabín v Lošticích na Moravě.

## Život a činnost
Günzig se narodil 10. dubna 1868 v Krakově, kde získal tradiční talmudické vzdělání. Na univerzitě v Bernu pak získal titul doktora filozofie a semitských jazyků.
V roce 1899 se stal rabínem židovské obce v moravských Lošticích, kde působil až do jara roku 1920, kdy se se svou rodinou přestěhoval do belgických Antverp.
V Antverpách se stal ředitelem hebrejské školy Tachkemoni a tuto pozici zastával deset let.
Zemřel v roce 1931 ve věku 63 let v Antverpách.

## Rodina
Azri'el Günzig a jeho manželka Amalia (rodná Schreiberová) měli čtyři děti: Reginu (1898, Krakov – 1992), Sabinu (1901, Loštice – zavražděna v Osvětimi), Jacquese (1904, Loštice – zavražděn 28. července 1942 v koncentračním táboře Mauthausen) a Hildu (1910, Loštice – 1995).

## Dílo
Jeho vědecká práce se zaměřovala hlavně na historii haskaly (židovského osvícení) v Haliči, ale zabýval se i dalšími tématy.
V 1898 Günzig publikoval komentář Jafeta ha-Leviho ke knize Kazatel 1–3.
Mezi jeho publikovaná díla patří:
- Der Pessimismus im Judenthume (Krakov 1899),[10][12]
- Rabbi Jisra'el Baal-Schem (Brno 1908),[6]
- Die „Wundermänner“ im jüdischen Volke (Antverpy 1921),[7][8] a
- Das jüdische Schrifttum über den Wert des Lebens (Hannover 1924).[1][4]

V roce 1898–1913 redigoval literární časopis ha-Eškol.
Podílel se také na hebrejské encyklopedii Ozar Jisra'el .